# 5号族
5号族（5ごうぞく、英: Family 5）とは、サラブレッドの牝系（母系）のひとつで、グラディアトゥール、ネイティヴダンサー、シービスケット等を輩出した一族である。牝祖はマーシー・メア（Massey Mare、1700年 - ?）。
mtDNAのハプロタイプはE系統が多い。E系統はアラブ種やヨーロッパ馬には殆ど見られず、イギリス在来馬に多いハプロタイプである。
その他の代表馬にハーミット、ドンカスター、ガルティーモア、アードパトリック、サンスター、サンインロー、プレザントコロニー、ハンプトン、ギャラントマン、サドラーズウェルズ、ヌレイエフ、セントジョヴァイト、カーネルジョン、ジェベル、エクイポイズ、エルコンドルパサー、マルゼンスキー、タケシバオー、スウヰイスー、イナリワン、スイープトウショウ、リバティアイランド等がいる。

## 牝系図
- The Massey Mare（1700, Mr. Massey's Black Barb） -- F-No.5
  - Old Ebony（1714, Basto）
    - Ebony（1728, Flying Childers）
      - Young Ebony（1742, Crab）
        - Regulus Mare（1763, Regulus）
          - Miss West（1777, Matchem）
            - Skypeeper（1789, Highflyer） -- F-No.5-g
            - Ann of the Forest（1790, King Fergus） -- F-No.5-h

      - Hag（1744, Crab）
        - Young Hag（1761, Skim） -- F-No.5-a
          - Herod Mare（1780, Herod）
            - Mercury Mare（1790, Mercury）
              - Belvoirina（1813, Stamford） -- F-No.5-e

            - Grey Skim（1793, Woodpecker） -- F-No.5-b
              - Castanea（1806, Gohanna） -- F-No.5-d
                - Cuirass（1823, Oiseau）
                  - Ellen（1831, Starch）
                    - Belle Dame（1839, Belshazzar）
                      - Miss Sellon（1851, Cowl）
                        - Seclusion（1857, Tadmor）
                          - Chanoinesse（1866, Newminster） -- F-No.5-c

      - Sedbury Mare（1745, Sedbury）
        - Babraham Mare（1756, Babraham）
          - Magnolia（1771, Marske）
            - Alfred（1785, Alfred）
              - Harriet（1799, Volunteer）
                - Little Folly（1806, Highland Fling）
                  - Folly（1830, Middleton）
                    - Diversion（1838, Defence） -- F-No.5-i
                      - Miami（1844, Venison） -- F-No.5-j

      - Young Cartouch Mare（1750, Young Cartouch）
        - Bajazet Mare（Bajazet） -- F-No.5-f